# Gymnocephalus schraetser
Gymnocephalus schraetser là một loài cá thuộc họ Percidae. Loài này có ở Áo, Bulgaria, Croatia, Cộng hòa Séc, Đức, Hungary, Moldova, România, Serbia, Montenegro, Slovakia, Slovenia, và Ukraina.